# Paul Choi Deok-ki
Paul Choi Deok-ki (ur. 15 stycznia 1948 w P'yongt'aek) – koreański duchowny rzymskokatolicki, w latach 1997–2009 biskup Suwon.

## Życiorys
Święcenia kapłańskie przyjął 10 października 1975. 11 stycznia 1996 został prekonizowany biskupem koadiutorem Suwonu. Sakrę biskupią otrzymał 22 lutego 1996. 4 czerwca 1997 objął urząd biskupa diecezjalnego. 30 marca 2009 przeszedł na emeryturę.